# Deividas Sirvydis
Deividas Sirvydis (* 10. Juni 2000 in Vilnius) ist ein litauischer Basketballspieler.

## Laufbahn
Sirvydis wurde in der Nachwuchsabteilung von Lietuvos rytas ausgebildet, erste Einsätze in der Profimannschaft erhielt er im Spieljahr 2016/17. Zwischen 2016 und 2019 sammelte der Flügelspieler Erfahrung in der Ausbildungsmannschaft Lietuvos rytas’, Vilniaus Perlas, in der zweiten Liga Litauens. 2018 wurde er als bester Spieler des Finalturniers des U18-Wettbewerbs der Euroleague ausgezeichnet. Im Juni 2019 sicherten sich zunächst die Dallas Mavericks die Rechte an Sirvydis beim Draftverfahren der NBA, gaben diese jedoch anschließend an die Detroit Pistons ab. Es wurde vereinbart, dass der Litauer zunächst nicht in die Vereinigten Staaten wechseln, sondern seine Laufbahn vorerst in seinem Heimatland fortsetzen würde. Im Dezember 2020 nahm ihn Detroit dann unter Vertrag.
Im August 2022 wurde er von den Indiana Pacers verpflichtet und Mitte Oktober 2022 noch vor dem Saisonbeginn wieder aus dem Aufgebot gestrichen. Er wurde dann Mitglied der Fort Wayne Mad Ants (NBA G-League). Im Februar 2023 kam er im Rahmen eines Tauschhandels zum Ligakonkurrenten Wisconsin Herd.
Sirvydis kehrte nach drei Jahren in den Vereinigten Staaten in der Sommerpause 2023 in sein Heimatland zurück, er wurde von Lietkabelis Panevėžys verpflichtet. 2024 nahm er ein Angebot von Žalgiris Kaunas an. Er wurde mit der Mannschaft 2025 litauischer Meister.

### Nationalmannschaft
Sirvydis nahm in den Altersbereichen U16 (Gewinn der Silbermedaille) und U18 mit Litauens Auswahlmannschaften an Europameisterschaften teil.